# Could It Be Any Harder
Could It Be Any Harder è il terzo singolo estratto da Camino Palmero, l'album di debutto della alternative rock statunitense The Calling. Ha raggiunto la posizione numero 22 della classifica dei singoli in Italia.

## Classifiche
| Classifica (2002) | Posizione massima |
| ----------------- | ----------------- |
| Italia            | 22                |
| Stati Uniti       | 135               |